# Scottie Pippen
Scottie Pippen, ameriški košarkar, * 25. september 1965, Hamburg, Arkansas, ZDA.
Pippen je bil leta 1987 kot skupno peti izbran na naboru lige NBA s strani kluba Seattle SuperSonics, zaigral pa je istega leta za Chicago Bullse. Med letoma 1991 in 1993 ter 1996 in 1998 je kot eden ključnih košarkarjev ob Michaelu Jordanu klub dvakrat popeljal do treh zaporednih naslovov prvaka lige NBA. V nadaljevanju kariere je igral tudi za kluba Houston Rockets in Portland Trail Blazers v ligi NBA ter leta 2008 po petletnem premoru krajši čas za kluba Torpan Pojat v finski ligi in Sundsvall Dragons v švedski ligi. Sedemkrat je zaigral na Tekmi vseh zvezd, kjer je bil leta 1994 MVP. Trikrat je bil izbran v prvo postavo lige, ter po dvakrat v drugo in tretjo, osemkrat pa v prvo obrambno postavo lige.
Kot član ameriške reprezentance je osvojil zaporedna naslova olimpijskega prvaka v letih 1992 in 1996 s tako imenovano postavo Dream Team, ki je vključevala vse zvezdnike iz lige NBA.
Leta 2010 je bil sprejet v Košarkarski hram slavnih. V klubu Chicago Bulls so upokojili njegov dres s številko 33. Ob petdesetletnici lige je bil izbran v postavo 50 najboljših igralcev lige NBA.